# Venyercsán Bence
Venyercsán Bence Barnabás  (Székesfehérvár, 1996. január 8. –) magyar atléta.

## Sportpályafutása
Édesapja Venyercsán László transzplantált gyalogló világbajnok. Tizenhárom évesen kezdett versenyezni. A 2013-as ifjúsági világbajnokságon nyolcadik lett. A 2014-es junior világbajnokságon 21.-ként ért célba. A 2015-ös junior Eb-n nyolcadik volt. A 2016-os 50 km-es gyalogló ob-n teljesítette az olimpiai indulási szintet. Az olimpián 44. volt 50 km-en. A 2017-es universiadén 17. helyezést ért el 20 km-en. A 2019-es atlétikai világbajnokságon 26. lett 50 kilométeres gyaloglásban. A 2021-re halasztott tokiói olimpián 50 kilométer gyaloglásban 20. lett.
A 2024-es párizsi olimpián 20 km-es gyaloglásban a 46. helyen végzett. A gyaloglók vegyes csapatversenyében Récsei Ritával párban a 21. helyen végzett.

## Eredményei
Gyaloglás
Csapat Európa-bajnokság
- 20 km
  - bronzérmes: 2025

Magyar bajnokság
- 5000 m
  - aranyérmes: 2025
  - ezüstérmes: 2022

- 10 000 m
  - ezüstérmes: 2024

- 20 km
  - aranyérmes: 2024
  - ezüstérmes: 2016, 2018, 2023
  - bronzérmes: 2015

- 35 km
  - aranyérmes: 2025
  - ezüstérmes: 2023

- 50 km
  - aranyérmes: 2018
  - ezüstérmes: 2019
  - bronzérmes: 2016

Fedett pályás magyar bajnokság
- 5000 m
  - aranyérmes:2017, 2018, 2020, 2023, 2024, 2025
  - ezüstérmes: 2013, 2015, 2016, 2021, 2022
  - bronzérmes: 2014